# ПК-35 Вантаа
«Паллокерго-35 Вантаа» або «ПК-35 Вантаа» (фін. Pallokerho-35) — фінський футбольний клуб з міста Вантаа, заснований 1935 року. Виступає у Вейккауслізі. Домашні матчі приймає на стадіоні «Міірмаєн», потужністю 4 700 глядачів.
Клуб заснований 1935 року у Виборзі. У 2008 році змінив прописку і нині представляє місто Вантаа. Клуб також представлений жіночою командою, яка виступає у вищій жіночій футбольній лізі.